# Ipsodonte
Il termine ipsodonte si riferisce a un tipo di dentatura degli animali, in particolare dei mammiferi. Negli animali con i denti ipsodonti, molari e premolari hanno una corona alta e solitamente sono associati a una dieta a base di materiale vegetale coriaceo o duro. In alcuni casi i denti ipsodonti posseggono una radice aperta; in questo caso si definiscono ipselodonti (oppure elodonti o ancora euipsodonti). Sono denti ad accrescimento illimitato o comunque prolungato, e la cavità della polpa rimane sempre aperta poiché la nutrizione della polpa del dente deve essere continua. La definizione ipsodonte si applica anche agli incisivi, come nei roditori e nelle zanne degli elefanti (dal greco hypsos, "alto" e odous-odontos, "dente").